# Manfred Milinski
Manfred Michael Milinski (* 8. Februar 1950 in Oldenburg) ist ein deutscher Biologe und Hochschullehrer.

## Leben
Milinski studierte Biologie und Mathematik an der Universität Bielefeld sowie an der Ruhr-Universität Bochum. Nach Erlangung des Diploms 1978 promovierte er in Bochum zum Dr. rer. nat. mit der Arbeit Experimentelle Analyse der Jagd des dreistachligen Stichlings (Gasterosteus aculeatus L.) auf Schwarmbeute. 1985 folgte dort seine Habilitation mit einer Arbeit zur Verhaltensökologie der Konkurrenz. Nach einem Aufenthalt als Gastprofessor an der Universität Bergen, ging er als Stipendiat des Heisenberg-Programms für Forschungen an die Oxford University.
1987 folgte Milinski einem Ruf an die Universität Bern, an der er eine Professur für Wirbeltierbiologie wahrnahm, sowie Direktor des Zoologischen Instituts wurde. Seit 1999 ist er Wissenschaftliches Mitglied der Max-Planck-Gesellschaft und Direktor am Max-Planck-Institut für Evolutionsbiologie in Plön. Seit 2000 ist Milinski zudem Honorarprofessor an der Universität Kiel. Im März 2018 wurde er emeritiert.
Milinski wurde 2004 Mitglied der Faculty of 1000 sowie 2010 in die Nationale Akademie der Wissenschaften Leopoldina aufgenommen.

## Forschungsschwerpunkte
Die Forschungsschwerpunkte von Milinski liegen auf Verhaltensforschung und Evolutionäre Ökonomie. Bisweilen betreibt er interdisziplinäre Forschung unter anderem mit der Wirtschaftswissenschaftlerin Bettina Rockenbach.
Milinski ist unter anderem für seinen Stichlings-Versuch bekannt, in dem er Stichlingen in einem Aquarium zwei Futterquellen anbot. Die Qualität der Futterquellen änderte sich mit der Zeit, indem unterschiedlich viele Daphnien pro Zeit als Futter in das Becken gegeben wurden. Er konnte beobachten, dass sich eine Verteilung der Stichlinge auf die beiden Futterquellen einstellte, sodass jedes Tier zu jeder Zeit die gleiche Menge Futter erhielt. Er konnte so das Prinzip der ideal-freien Verteilung auf Habitate veranschaulichen.

## Publikationen (Auswahl)
- The collective-risk social dilemma and the prevention of dangerous climate change. PNAS 105:2291–2294 (2008) (mit Sommerfeld, R. D., Krambeck, H.-J., Reed, F. A., Marotzke, J.).
- The efficient interaction of indirect reciprocity and costly punishment. Nature 444:718–723 (2006) (mit Rockenbach, B.).
- Mate choice decisions of stickleback females predictably modified by MHC peptide ligands. PNAS 102:4414–4418 (2005) (mit Griffiths, S., Wegner, K. M., Reusch, T. B. H., Haas-Assenbaum, A., Boehm, T.).
- Parasite selection for immunogenetic optimality. Science 301:1343 (2003) (mit Wegner K. M., Kalbe M., Kurtz J., Reusch T. B. H.).
- Reputation helps solve the "tragedy of the commons". Nature 415:424–426 (2002) (with Semmann D., Krambeck H.-J.).